# 四川航空
四川航空股份有限公司，简称川航，成立于1986年9月19日，总部设在中國四川成都，於1988年7月14日正式开航营运。川航拥有中国大陸数量最大的全空客机队，是中國大陸第一家引進空客A320以及中國大陸第一批接收空客A350的航空公司。

## 历史

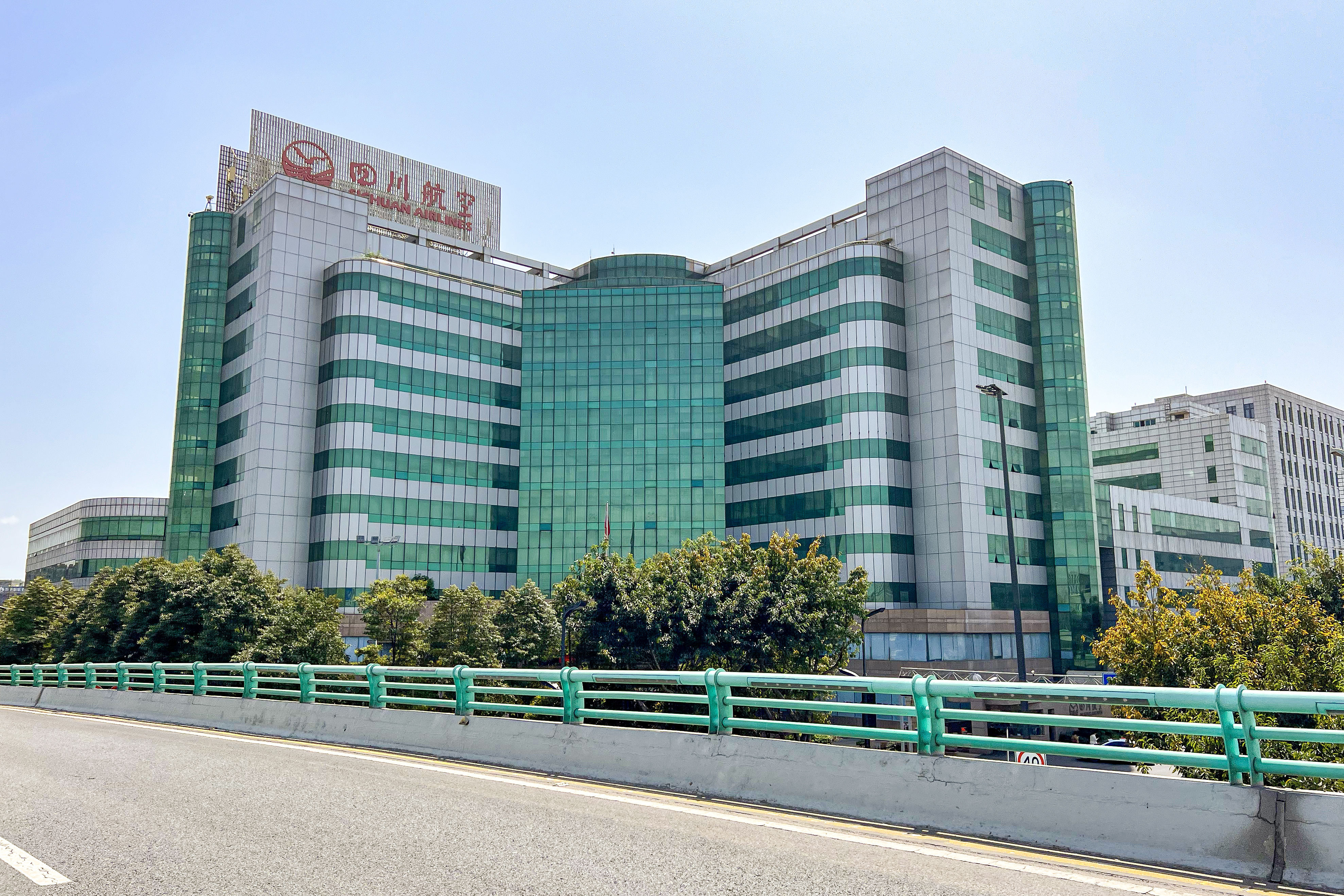
四川航空大廈，四川航空总部

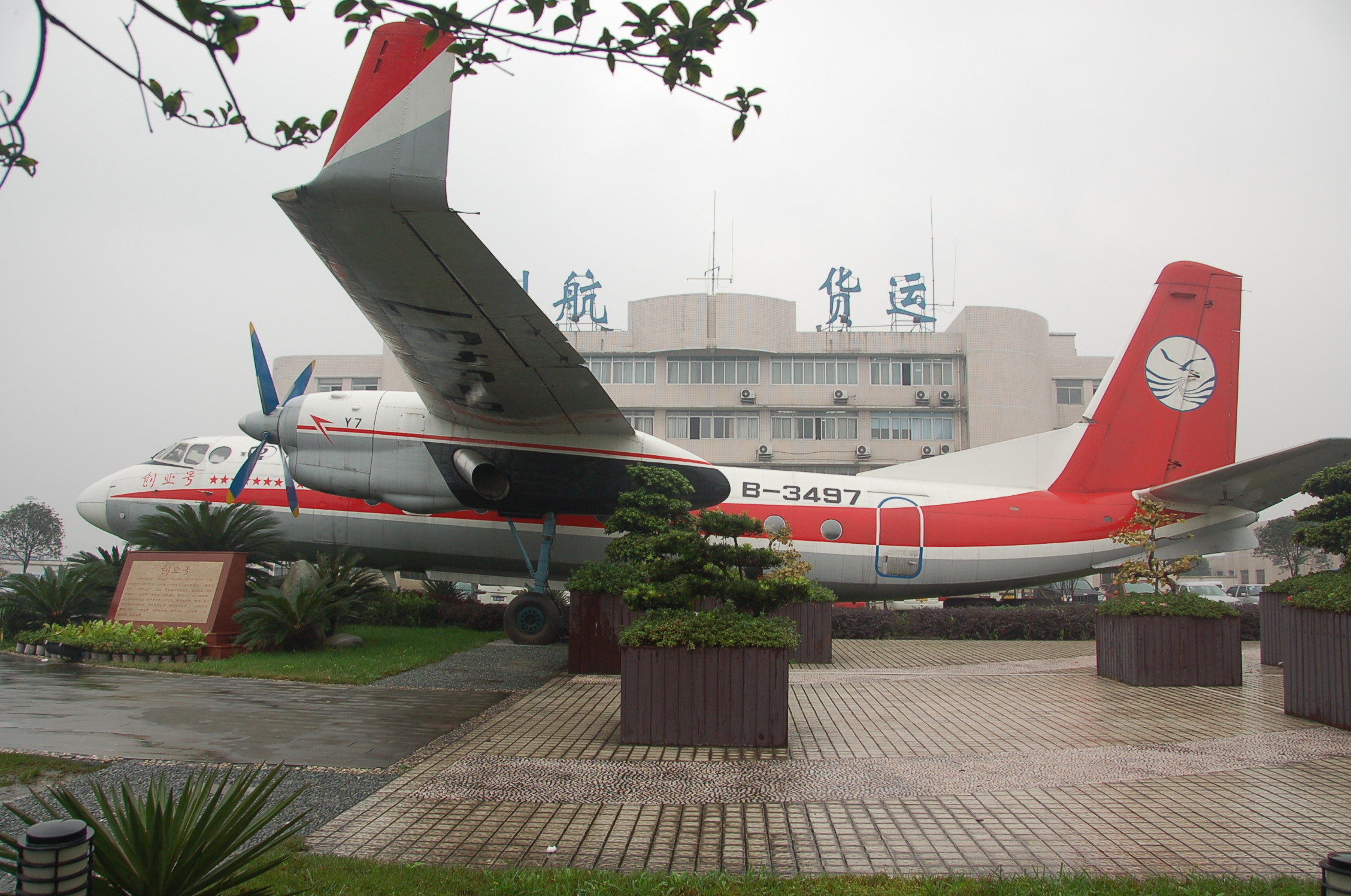
运7“创业号”，是川航自有的首架飞机，现摆设于成都雙流機場的四川航空北頭基地川航货运大楼外

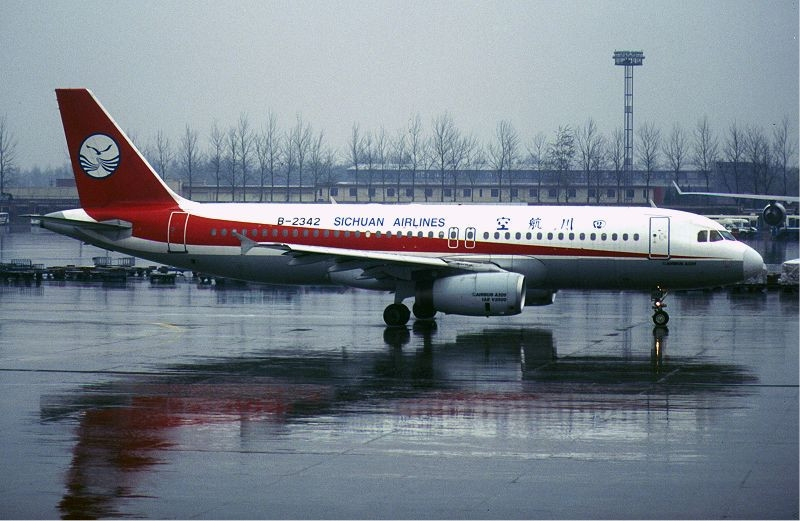
1997年4月1日，川航第三架空中客车A320（B-2342）停靠在北京首都国际机场；川航是中国内地第一家引进A320的航空公司

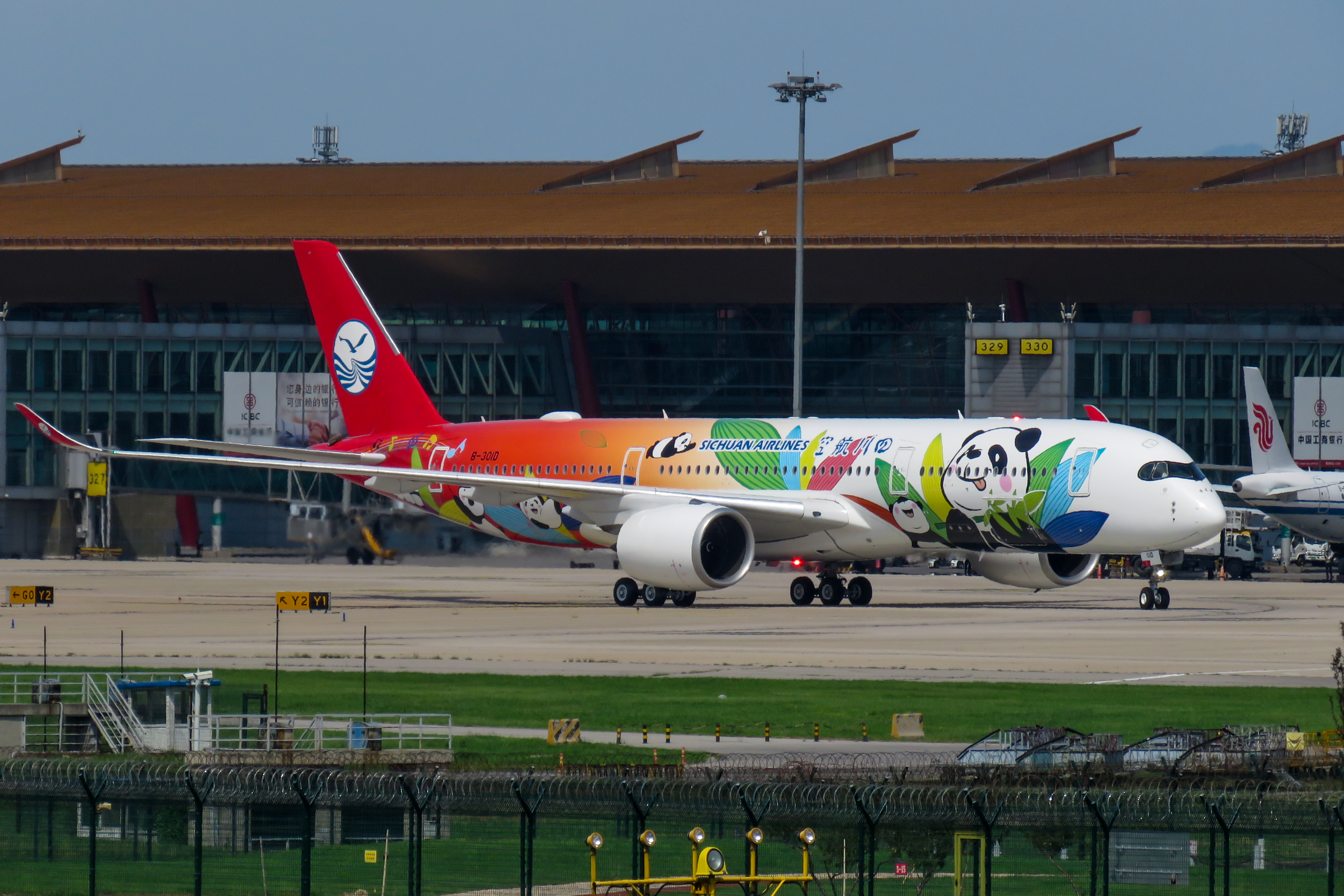
2018年，四川航空也是中國大陸第一批引進A350客機的兩家航空公司之一（另一家為國航）

1986年3月10日，四川省人民政府发出《关于成立四川省航空公司的通知》，经半年筹备后，四川省航空公司1986年9月19日在成都注册成立，为全民所有制企业:21，1987年6月24日获颁航空运输许可证书:423，同年向西飞订购5架運-7，首两架1987年12月15日调机至成都交付:87。
1988年7月14日，川航正式开航，使用运-7由成都始发直达万县。1991年，川航以融资租赁、易货贸易的方式引进了4架图-154飞机，1992年1月4日首航:426。1992年5月7日，四川省人民政府同意四川省航空公司更名为四川航空公司:427。
1995年12月，四川航空引进空中客车A320，成为首家引进该型号飞机的中国航空公司，并为四川航空全空客机队揭开了历史序幕:84，1998年开始引进空中客车A321:77，2004年引进A319用于高原航线:79。1997年至2000年，川航创业初期使用的运-7陆续退役:93，2001年将图-154售回俄罗斯:90。
2000年，川航率先在国内乃至亚太地区引进了5架巴西ERJ-145飞机:87，投入以中国西部为重点的支线航空运输，构筑辐射全国的纵跨南北、横贯东西的幹、支线航空运输网络。同年，川航与德国汉莎膳食服务（亚洲）控股有限公司合资成立四川航空汉莎食品有限公司，2001年5月1日建成投产。川航亦积极寻求合作伙伴，开始了公司的股份制改造。2002年8月29日，由四川航空集团为主联合中國南方航空、上海航空、山東航空和成都银杏金阁投资公司共同发起设立改制後的四川航空股份有限公司。四川航空集团公司和四川航空股份有限公司同时挂牌正式成立:22-23。
2006年5月，四川航空與荷蘭皇家航空實現代碼共享協議，由荷蘭皇家航空執飛的成都至阿姆斯特丹航線將與四川航空代碼共享。2007年9月10日，川航开通首条国际航线，由成都飞往韩国仁川。
2009年6月23日，首架在空中客车（天津）总装公司组装的A320交付川航。2010年2月5日，川航引进空中客车A330，并于2月9日春运期间首次载客运营，这也是川航首款宽体客机。2011年，川航将5架ERJ145转予河北航空。
2012年6月22日，四川航空开始执行第一次长程飞行，即从成都起飞，经停沈阳后飞往加拿大温哥华的3U8579航班。次年2月28日，川航开通成都往返墨尔本的3U601/602航班，这是西部首条大洋洲航线。2013年12月20日，川航又开通重庆往返悉尼的3U605/606次航班，该航线是中国西部地区首条直飞悉尼的航线，结束了西部地区飞悉尼需借道北京、上海、广州的历史。
2015年6月24日，四川航空開通成都雙流機場至甘孜康定機場至稻城亞丁機場，由空客A319执飞，甘孜康定機場及稻城亞丁機場分別是世界海拔第四高及第一高的機場，这是川航率先完成藏区高高原机场环线首航。
2017年6月29日，四川航空将货运部升级成立为全资子公司，挂牌成立四川川航物流有限公司，2019年7月14日接收首架A330-200F全货机。
2017年9月，川航接收其首架A320neo，2018年5月引进A321neo。2018年2月5日，川航设立乌鲁木齐基地。
2018年6月23日，四川航空公司开通了从成都经布拉格到苏黎世的航線。这是四川航空公司的第一个第五航權航線。其也是唯一一家使用空中客车A330宽体飞机运营这条航线的航空公司。同年8月9日，四川航空接收其首架空客A350飞机，同月16日开始用A350执行定期航班。四川航空和中国国际航空是中国内地第一批接收A350的航空公司。
2023年3月26日，川航将成都出港的国际、港澳台航线由双流机场T1航站楼全部转场至天府机场T1航站楼。2023年11月下旬，四川航空與土耳其航空實現代碼共享協議，其中共享航線包括：成都-伊斯坦堡（由川航實際運營）及伊斯坦堡-雅典、伊斯坦堡-巴黎、伊斯坦堡-倫敦和伊斯坦堡-亚的斯亚贝巴等由土耳其航空實際運營的航線。
2025年6月30日，四川航空3U3827航班从成都天府国际机场起飞，成都—伊斯坦布尔—雅典航线正式开通。成都成为继北京、上海后，中国内地通航雅典的第三个城市。該航線也是繼成都—布拉格—蘇黎世航線停飛之後，川航第二次開通第五航權航線。

## 机队

### 現役機型

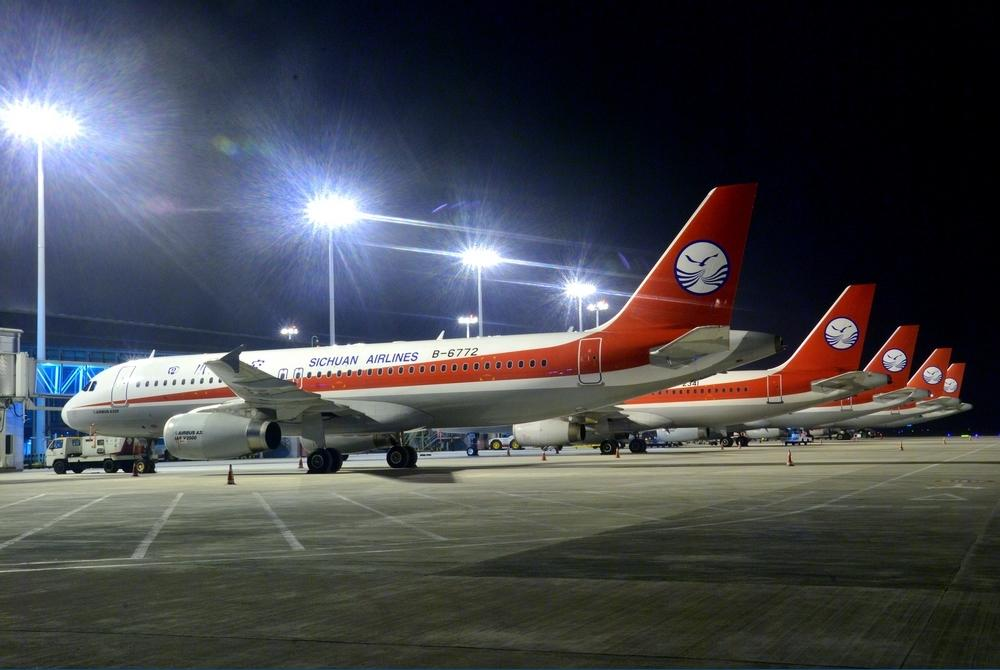
川航客機於重慶江北國際機場

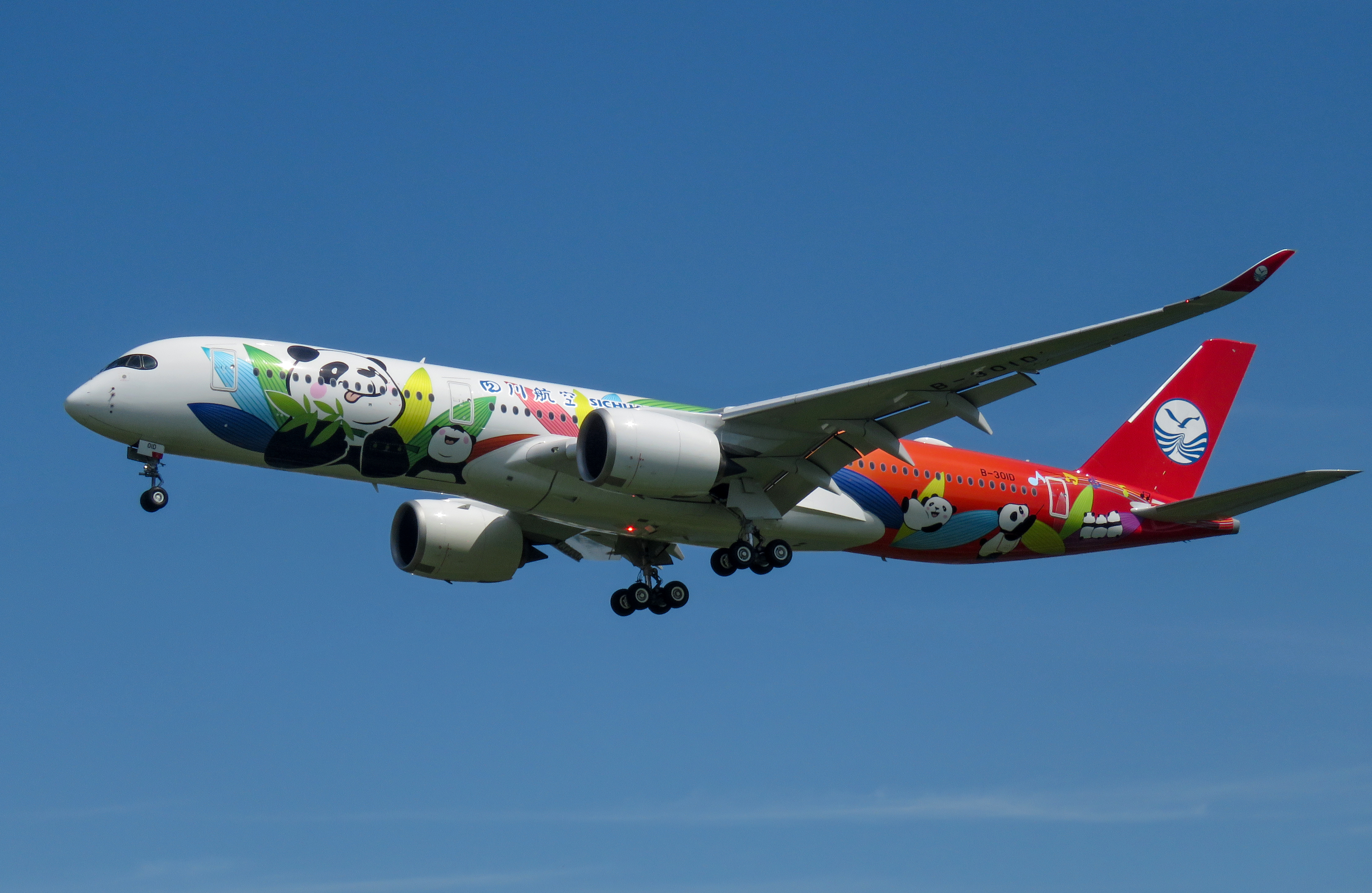
披有熊猫涂装的川航空中客车A350于2018年8月16日首航北京

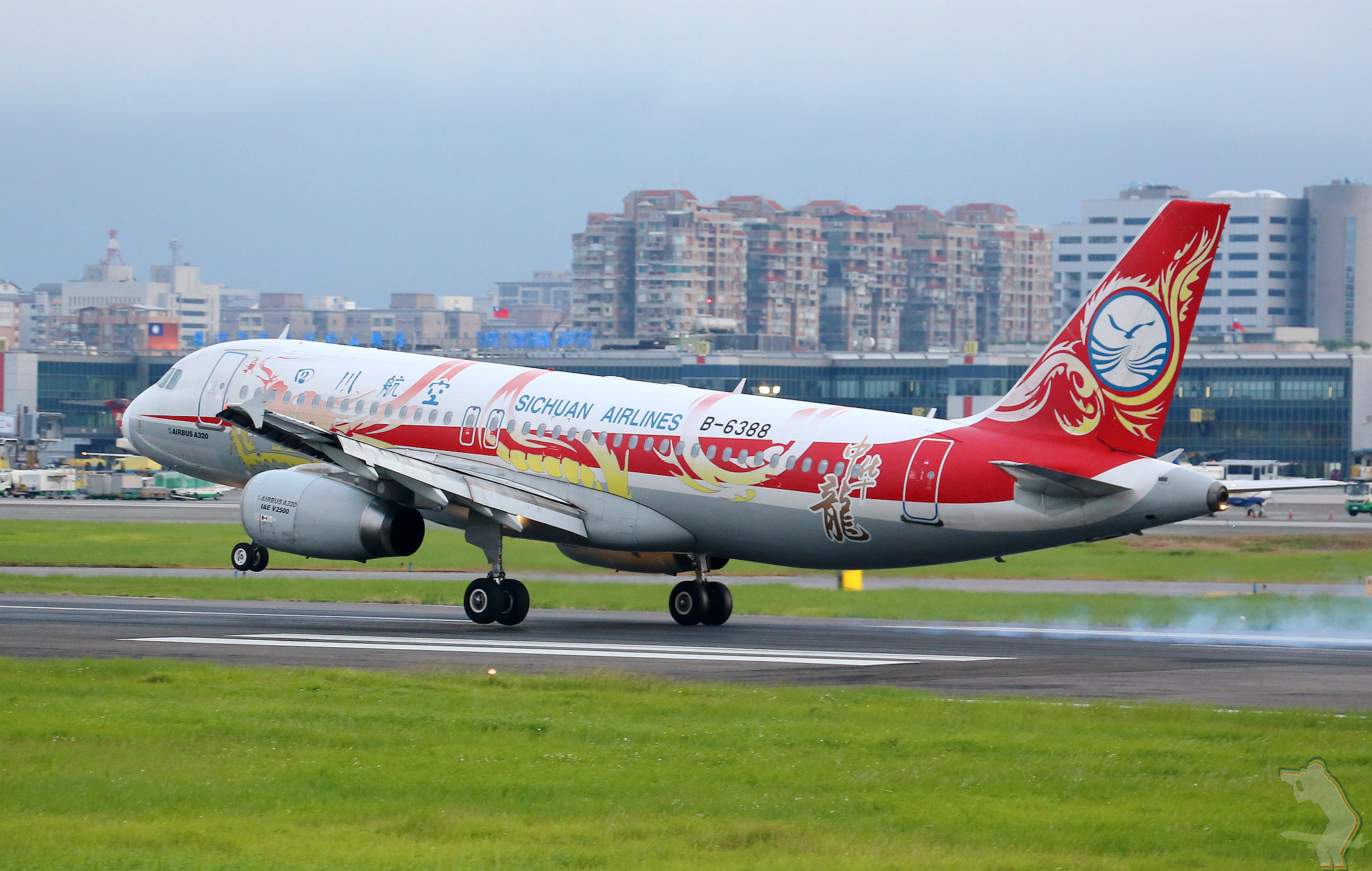
川航中華龍彩繪空中客车A320飛機於台北松山機場

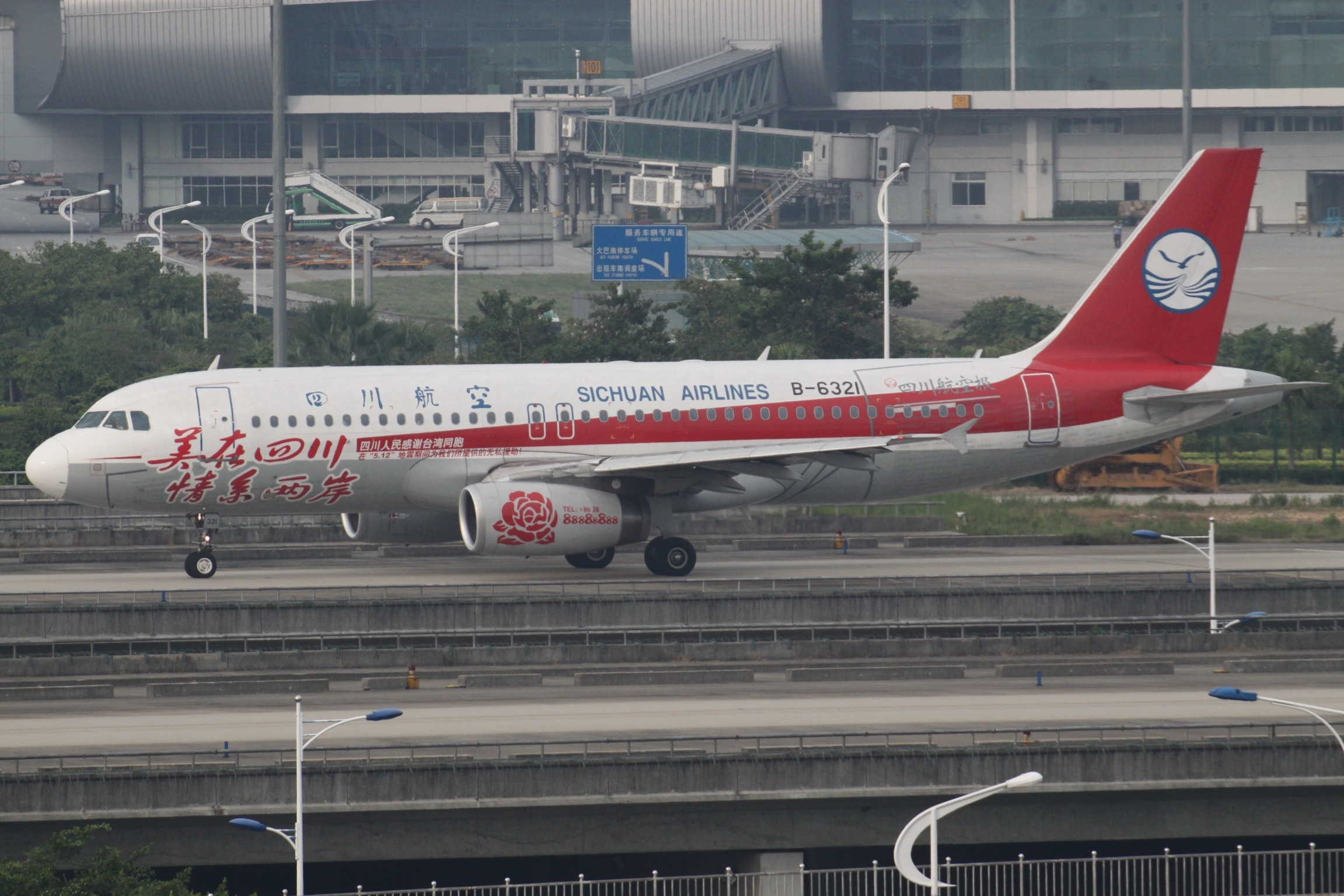
川航為感謝台灣對汶川大地震捐款之彩繪A320客機

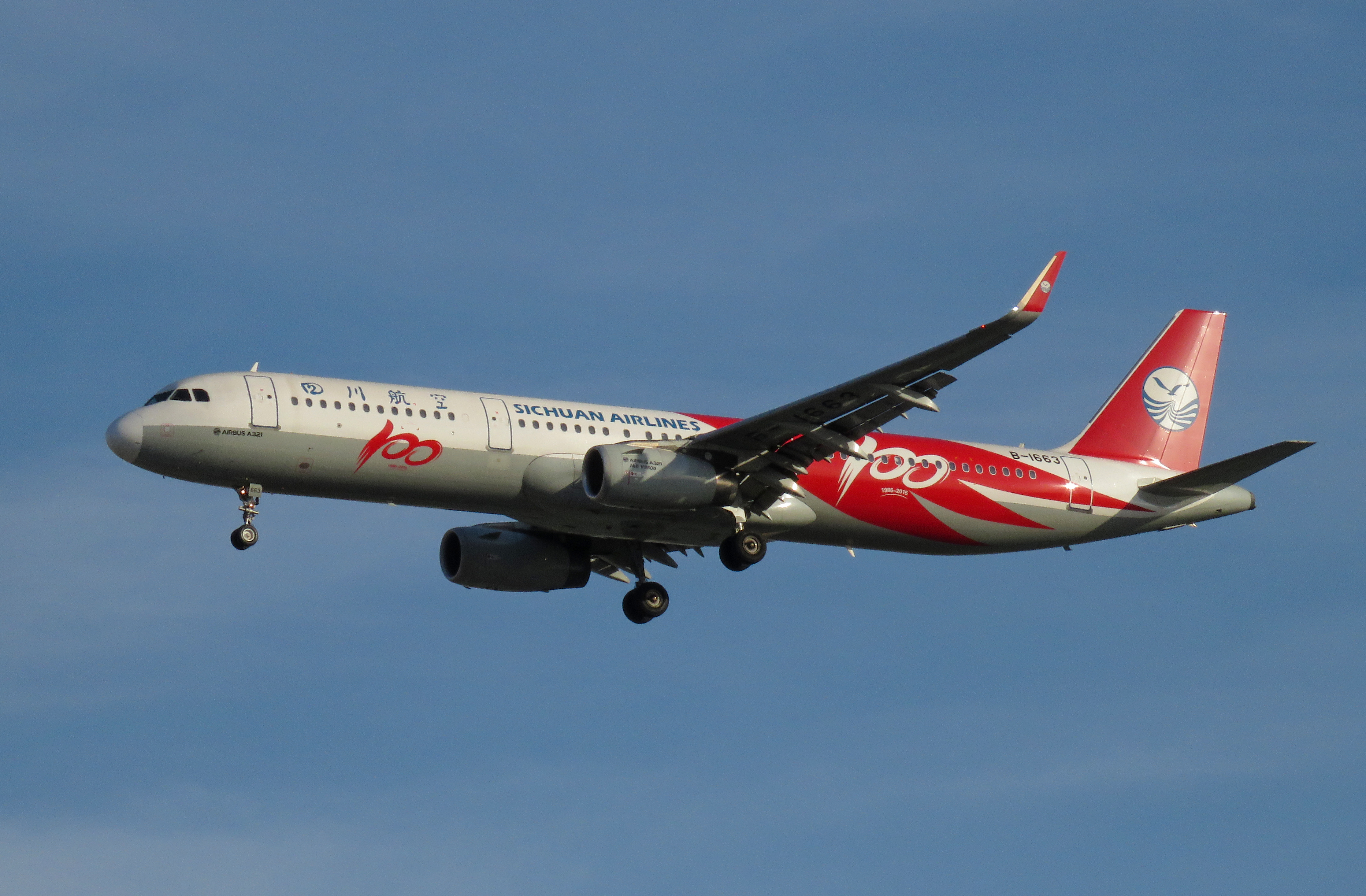
川航百架飛機紀念塗裝

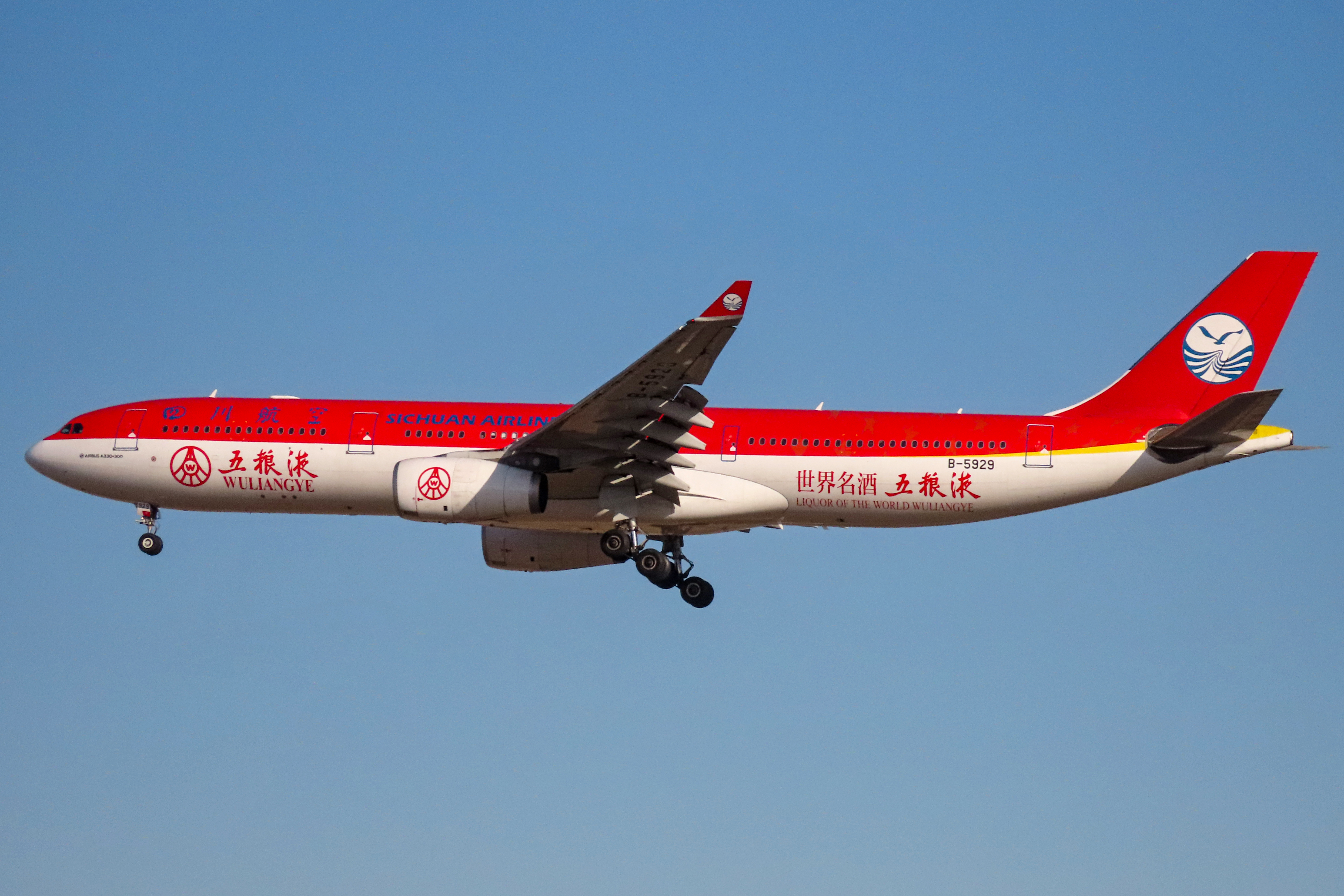
披有“五粮液号”涂装的川航空中客车A330

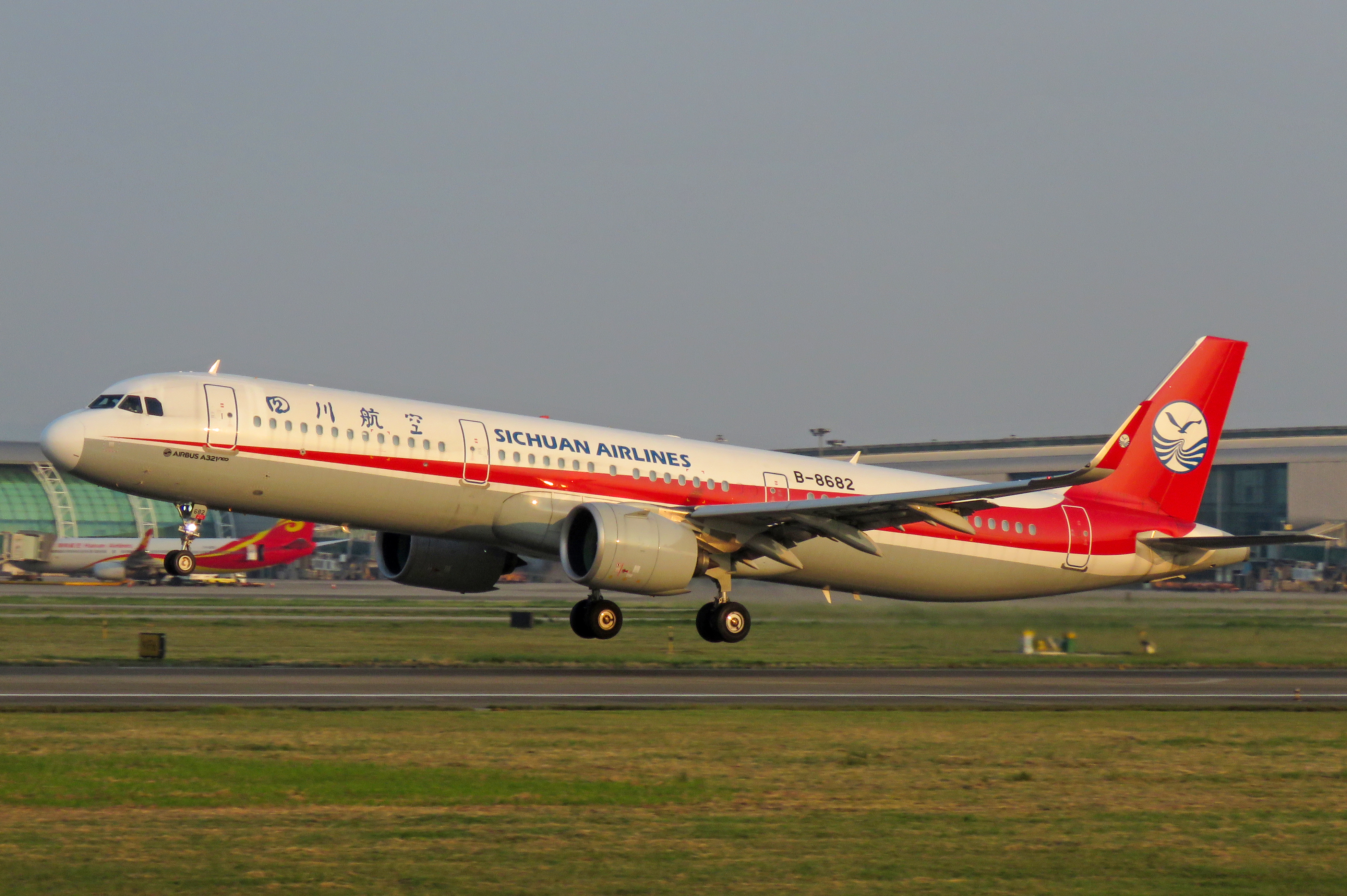
川航空中客车A321neo在广州白云国际机场起飞

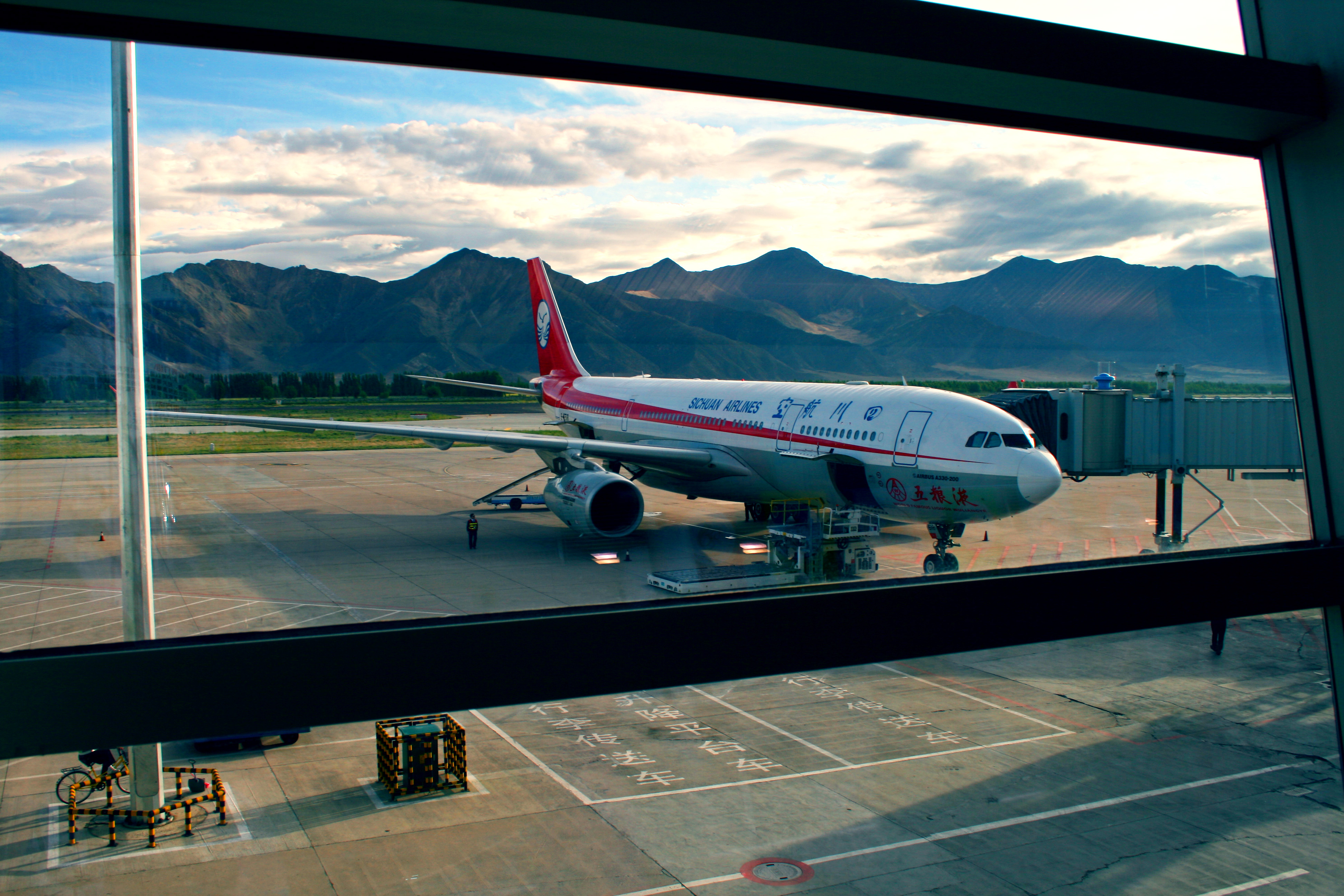
“五粮液号”涂装的川航空中客车A330停靠于拉萨贡嘎机场（该机还曾执飞首班前往温哥华、墨尔本的洲际航线）

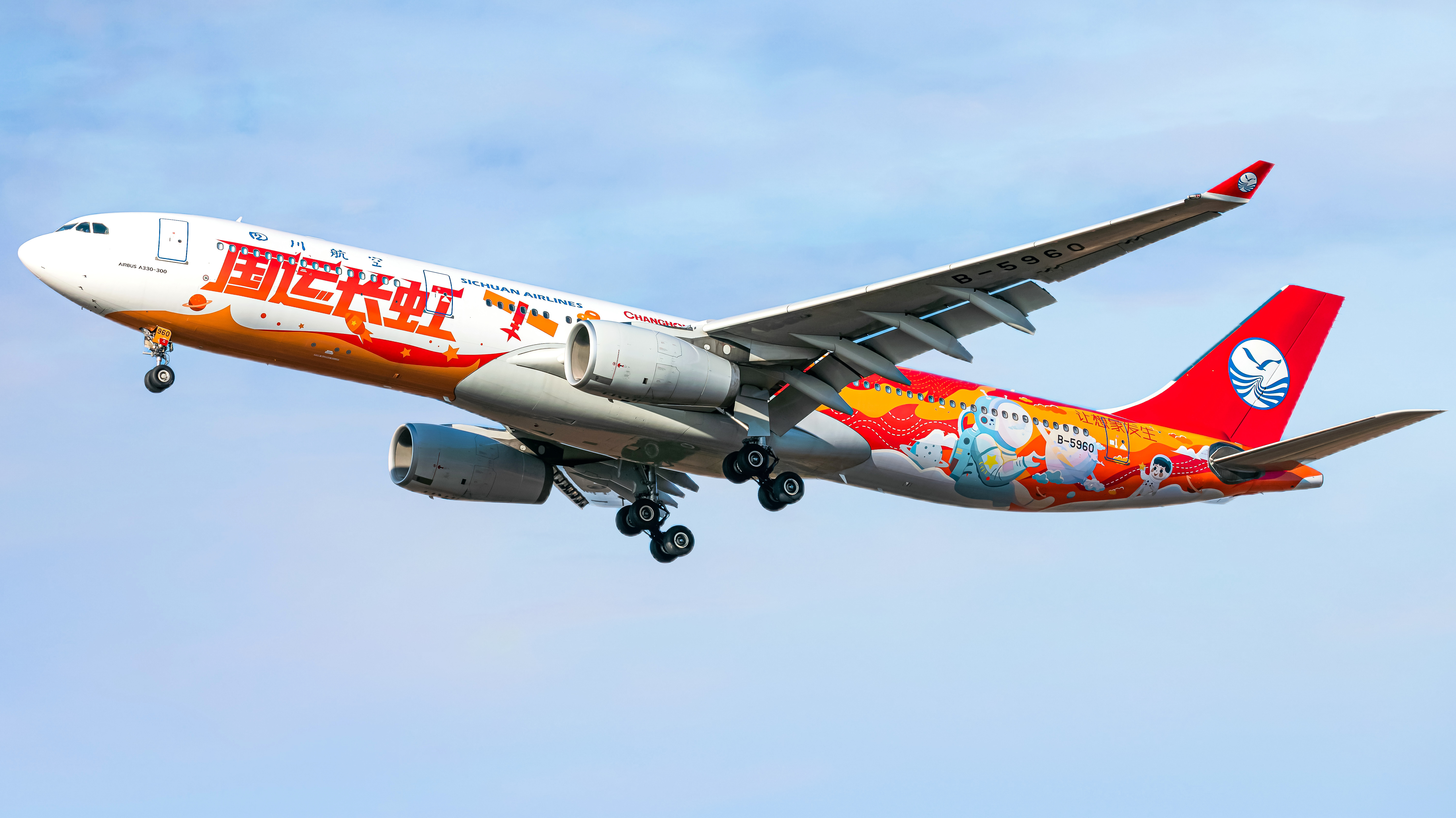
川航长虹特別塗裝的空中客车A330

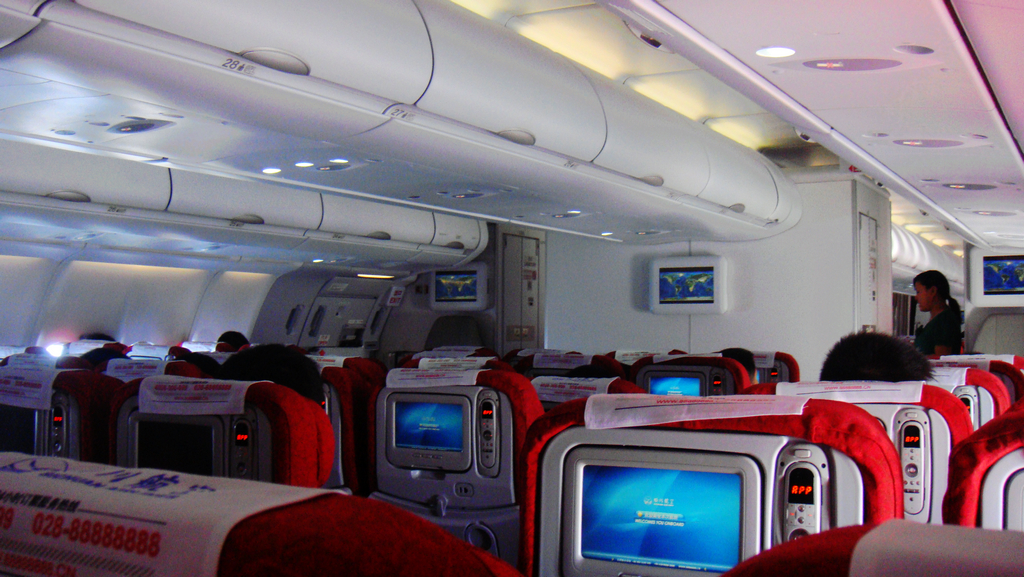
川航空中客车A330的客舱

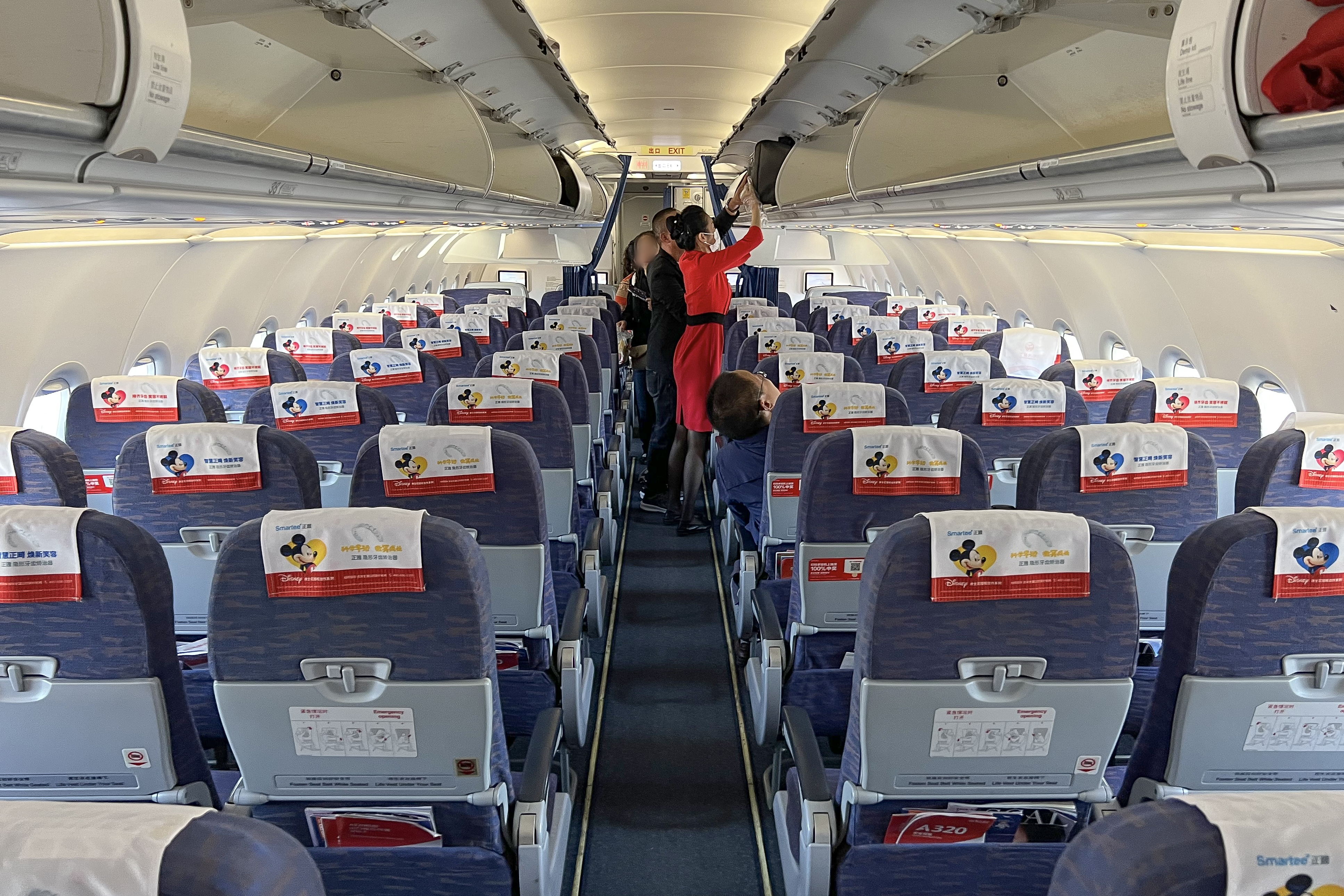
川航空中巴士A320客舱

截至2020年1月，四川航空平均机龄5.6年，全部飞机均为空中客车制造，為了增加文旅收入，川航機隊中還有不少機材是彩繪機，為其特色，详细资料如下：

### 退役机型

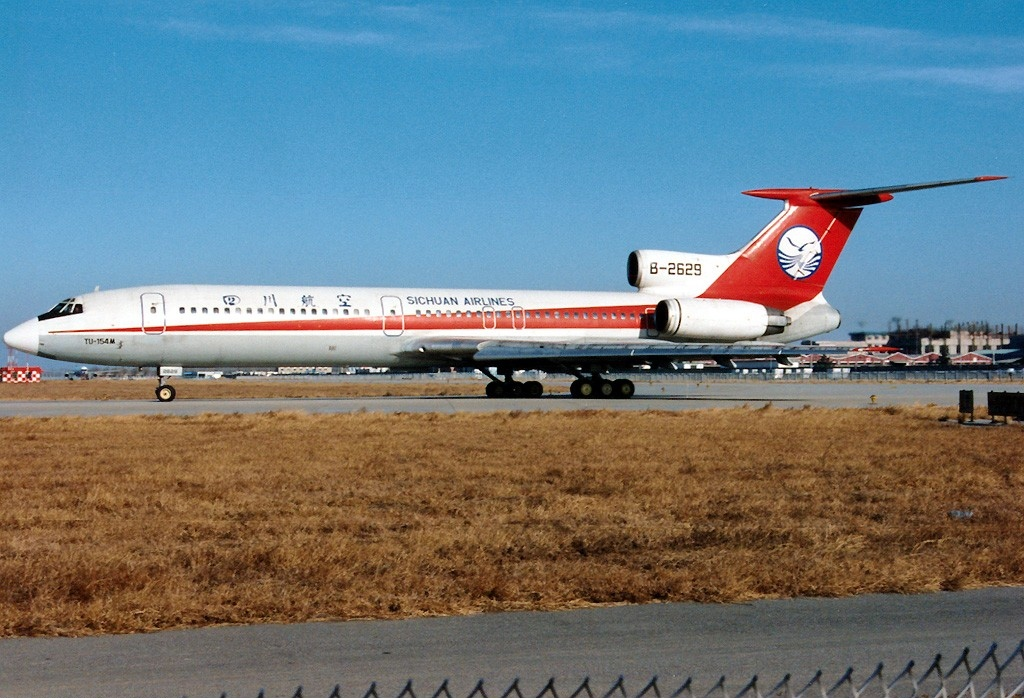
Tu-154M

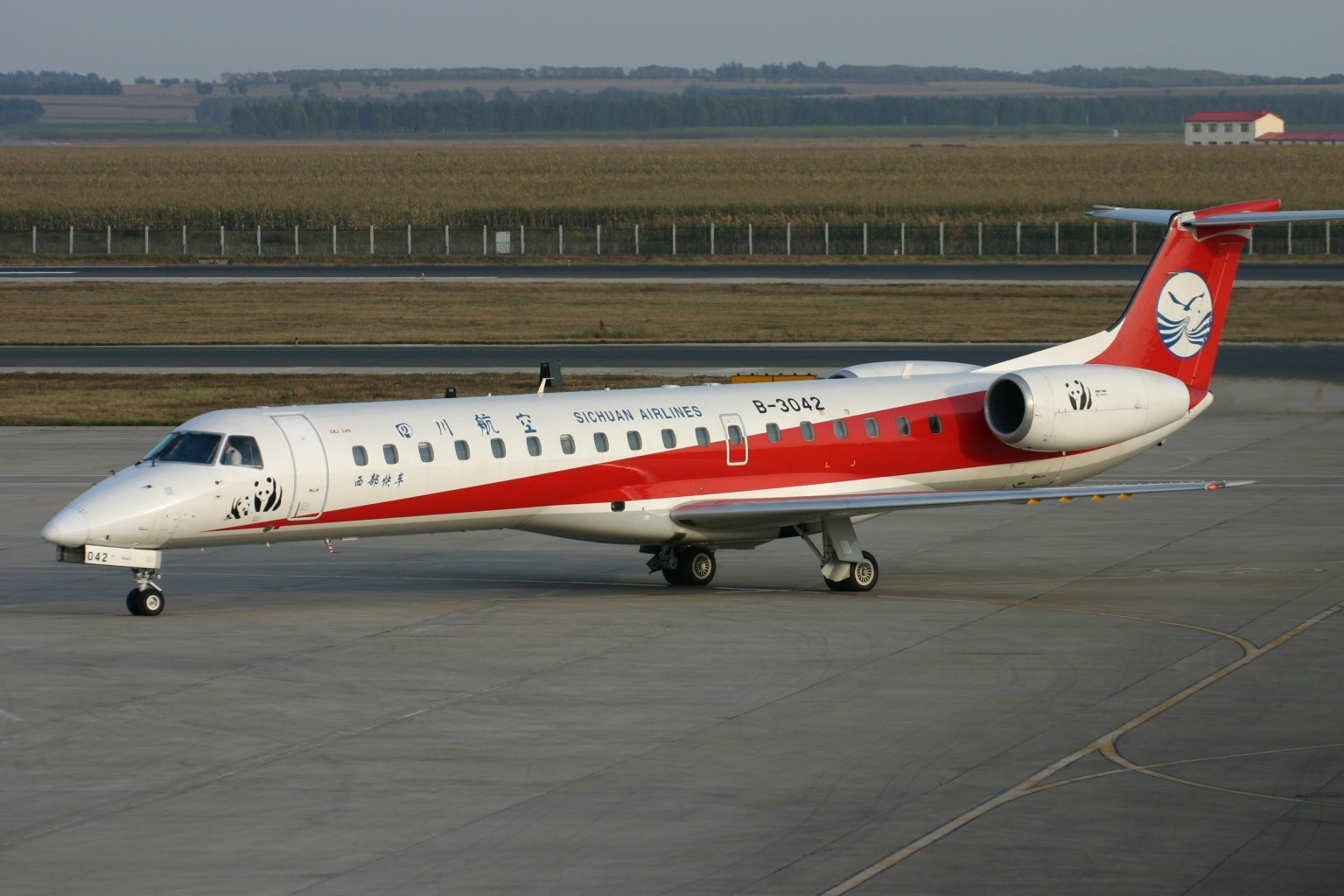
ERJ 145

| 机型             | 总数 | 引进时间 | 退役时间 | 备注       |
| ---------------- | ---- | -------- | -------- | ---------- |
| 空中客车A319-100 | 1    | 2010     | 2016     |            |
| 空中客车A320-200 | 13   | 1996     | 2019     |            |
| 空中客车A321-100 | 2    | 2003     | 2015     |            |
| 空中客车A321-200 | 4    | 1998     | 2018     |            |
| 空中客车A330-200 | 1    | 2012     | 2014     |            |
| 波音737-300      | 1    | 2000     | 2001     |            |
| ERJ-145          | 5    | 2000     | 2011     |            |
| Tu-154           | 6    | 1992     | 2001     |            |
| An-24            | 未知 | 未知     | 未知     |            |
| 新舟60           | 1    | 2000     | 未知     | 未投入运营 |
| 运-7             | 5:98 | 1987     | 2000:93  |            |

## 目的地

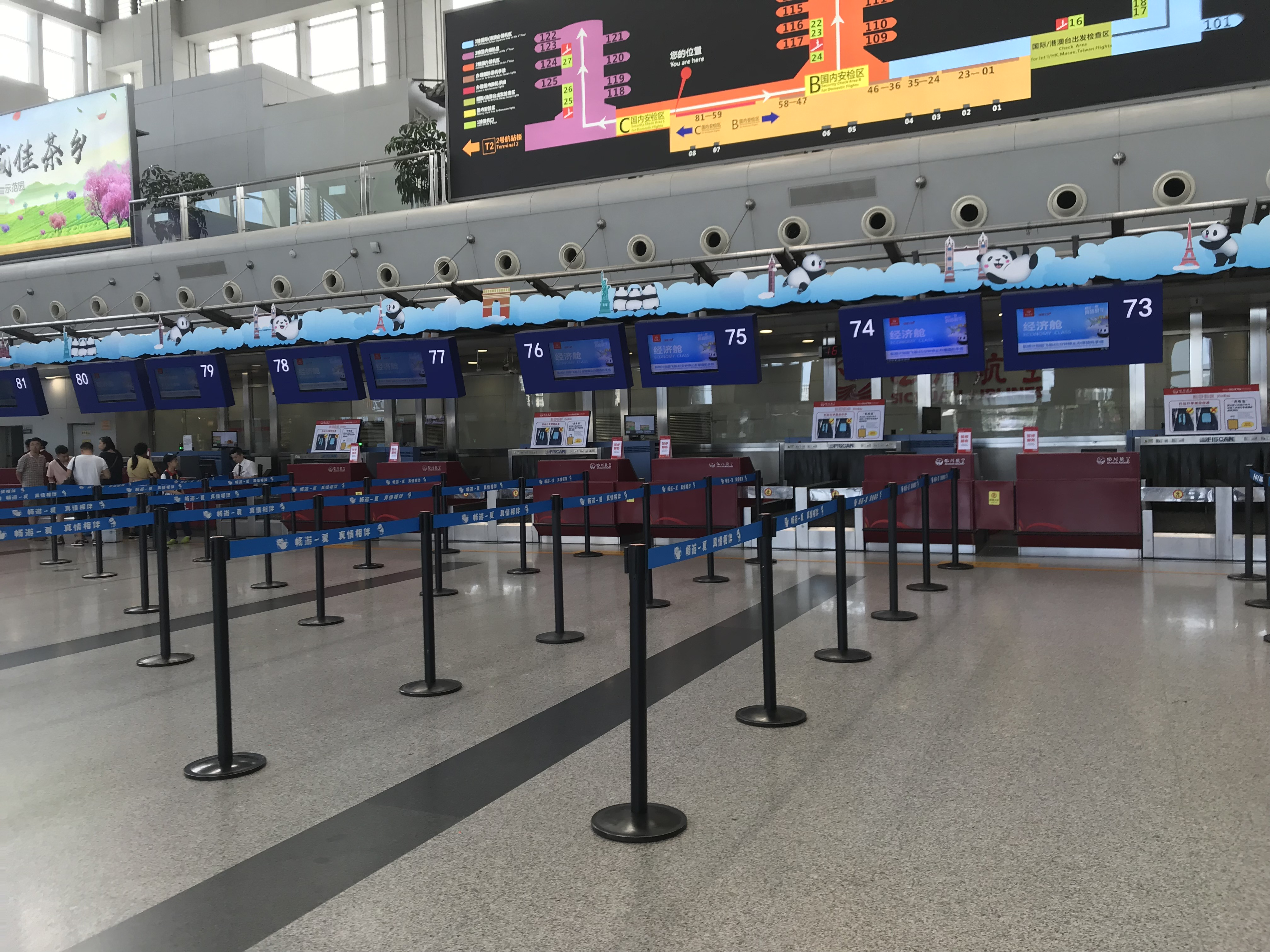
四川航空于成都雙流国际机场的值機櫃台

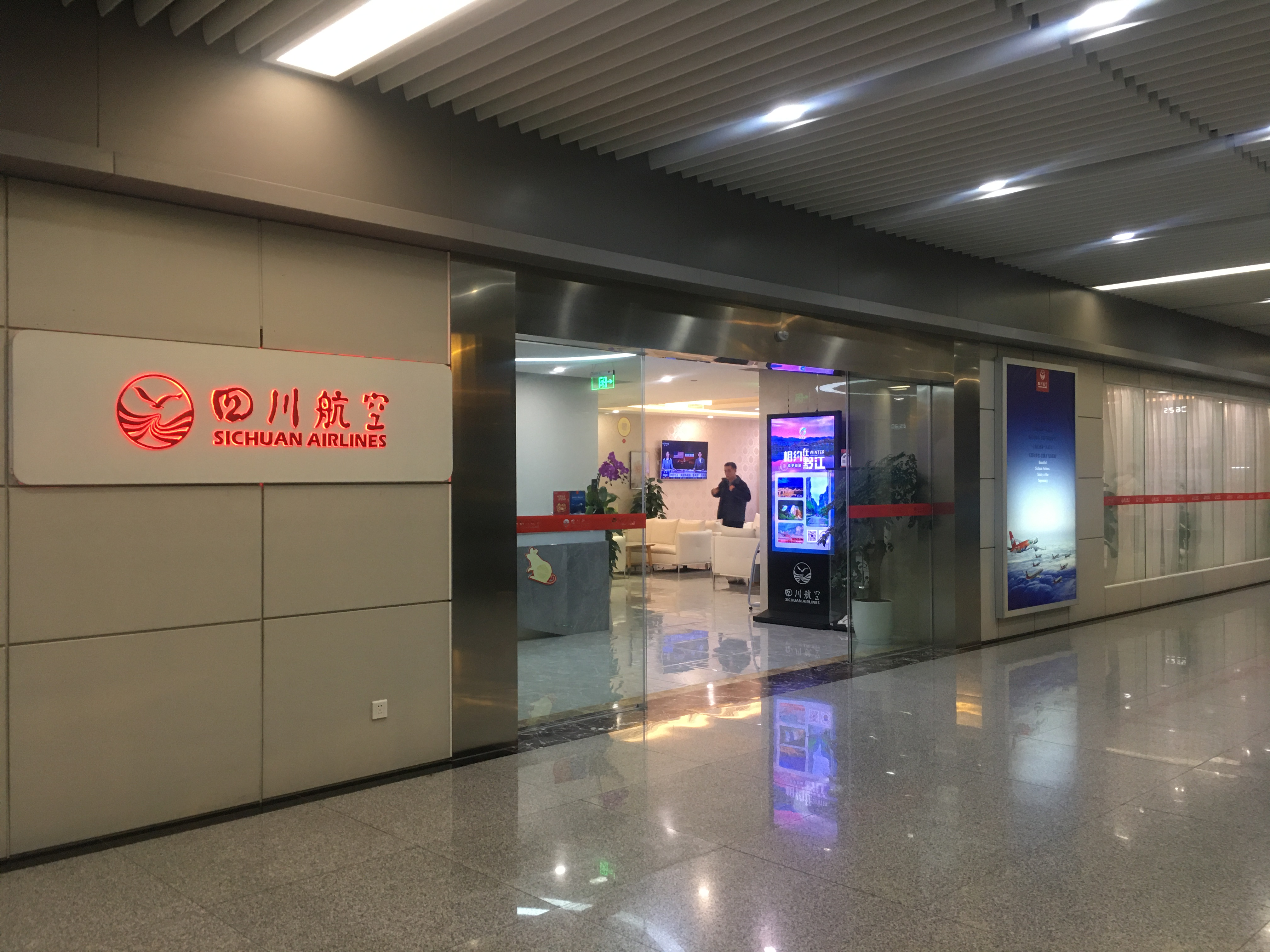
四川航空于重庆江北国际机场的贵宾室

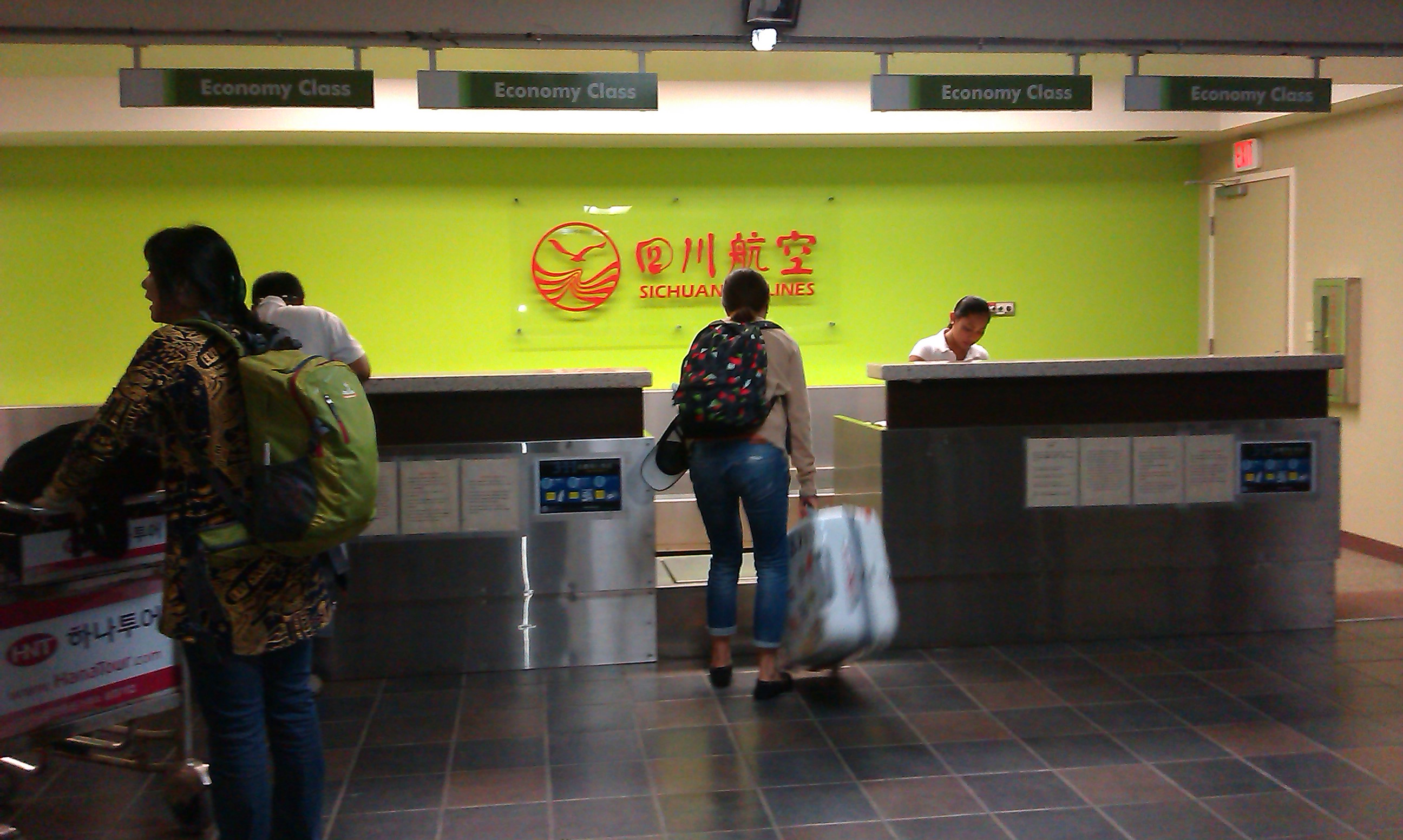
四川航空於美國塞班機場的值机柜台

四川航空现有航线超过200条，其中国际地区航线30余条，在出現新冠疫情之前，四川航空航點一度遍及全球五大洲。目前四川航空已逐渐恢复五大洲的国际航线，包括罗马、开罗、伊斯坦布尔、迪拜、温哥华、洛杉矶、墨尔本、悉尼等远程洲际航线。

## 代码共享
四川航空与以下航空公司签订了代码共享协议：
- 中国国际航空（星空联盟）
- 成都航空（子公司）
- 中国东方航空（天合联盟）
- 華夏航空
- 中国南方航空 (第二大股东)
- 吉祥航空
- 昆明航空
- 山东航空
- 上海航空 （天合联盟）
- 深圳航空 （星空联盟）
- 西藏航空
- 厦门航空 （天合联盟）
- 荷蘭皇家航空 （天合联盟，已結束共享協議）
- 土耳其航空（星空联盟，3U3827/TK8877等多个航班）[24]

## 金熊猫俱乐部
金熊猫俱乐部是四川航空推出的飞行常客奖励计划，可累积每次的飞行里程，并可以享有免费机票及其它产品的奖励，当里程达到一定标准时，可升级为贵宾会员，尊享免费升舱、免费头等舱休息室候机、免费行李额加重等超值服务。

## 事件

### 航班相關事故
四川航空自成立至今，所發生的事故未造成任何人员死亡。
- 2005年5月6日，编号为B-6027的空客A320由广州飞往重庆的川航3U8742航班，因其前序航班的乘客下机后不久，飞机左后门的救生充气滑梯突然被释放出来，导致原本应该在中午12时15分起飞的3U8742航班到下午2时19分才从白云机场出发，延误2小时4分钟[26]。
- 2012年3月28日，編號B-6388的飛機執行由海南三亞經重慶至烏魯木齊的3U8759航班，该航班於上午十點許在三亞滑行欲準備起飛飛往重慶時，一名女乘客欲上廁所，但由於初次搭乘飛機，缺乏安全知識，不小心將逃生門錯當廁所門打開，導致飛機逃生滑梯彈出，被迫疏散乘客[27]。
- 2013年12月14日，四川航空3U8829航班从重庆飞抵北京。当飞机落地停稳后，一名男子嫌排队下机的人过多，便擅自打开安全门，导致逃生气囊滑梯被打开。后该男子因涉嫌损坏移动航空设施被处以15日行政拘留[28][29]。
- 2017年11月14日，四川航空3U8952航班从厦门经长沙往重庆，飞抵长沙前，一名旅客在飞机上做出扰乱秩序的行为，“疑似被劫机”，机组报告“劫机分子”为吸毒人员，精神异常。该航班之后获安排优先降落，机上无人伤亡[30][31]。
- 2018年5月14日，四川航空编号为B-6419的空客A319，由重庆飞往拉萨的3U8633航班，在成都区域巡航阶段，驾驶舱右座前风挡玻璃破裂脱落，机组实施紧急下降，并于07:46分安全备降成都双流机场。备降期间右座副驾驶面部划伤、腰部扭伤，一名乘务员在下降过程中受轻伤，而所有乘客均无伤亡。[32][33]後來該事件被改編成電影《中國機長》[34]以及《空中浩劫》第23季之第6集《雪域英雄》內容。
- 2019年9月5日，川航3U8994南京飞成都航班起飞后遭遇鸟击，飞机被迫回到南京[35]。
- 2022年1月20日，四川航空3U8884（北京首都-成都双流）客机于14时39分挂出7700告警，川航有关人士表示，具体的故障信息正在了解[36]。
- 2022年3月25日，川航3U3839重庆至莫斯科货运航班，起飞后出现机械故障，机组决定返航，于16:07安全落地[37]。
- 2024年1月22日，四川航空从长春飞往成都的3U8424次航班在爬升过程中，右侧发动机疑似有火光出现，随后航班出现机械故障，航班返航长春后顺利降落。[38]
- 2024年9月22日晚，由浙江舟山飞往成都的川航3U6960航班起飞后不久挂出7700紧急代码，紧急备降宁波。[39]

### 社会事件
- 2021年4月30日，有多名旅客在社交平台反映收到川航航班取消的短信通知，而被取消航班出发日期集中在4月30日和5月1日两天，造成旅客五一假期出行计划被扰乱。四川航空官方微博发布公告回应称航班均正常运行，旅客可按原计划正常出行，部分旅客收到的短信“与事实不符”，公司正展开调查。有民航业内人士分析称，造成这种情况的原因，除了航司内部系统出错，还有可能是民航信息系统出错，例如接口bug、报文处理错误，也不排除是系统遭到攻击，调查需要花费一些时间[40]。
- 2022年4月10日，四川航空一名蒙古族機師被揭其在2015年就讀北京理工大學期間於微博上发布不当言论（如“当年被日本人屠杀30万人都是自己活该”“汉族人不该杀么，一群傻逼”“蒙古族永远都在，但是你们汉人说不好了”）[41]，有网民揭发后引起极大风波，加上中國东方航空5735号班机空难刚刚发生不久，对此四川航空4月10号作出回应表示已将此人做短暫停职处理，事件爆發7個月後川航安排該機师重新擔任地面管理岗位，且暂无复飞计划。[42][43]